# Dürnast (Geltendorf)
Dürnast ist ein Ortsteil der Gemeinde Geltendorf im oberbayerischen Landkreis Landsberg am Lech.

## Geografie
Die Siedlung Dürnast liegt unmittelbar südlich von Kaltenberg.

## Geschichte
Dürnast wird erstmals 1752 erwähnt. Der Ortsname bezeichnet lateinisch einen Schafstall an einem Turm (Schloss Kaltenberg).
Die Siedlung gehörte damals zur Hofmark Kaltenberg, diese war bis 1783 dem Jesuitenkolleg Landsberg und ab 1783 bis zur Säkularisation der Commende Kaltenberg zu eigen. Zwei Anwesen werden 1752 in Dürnast erwähnt, eine Schmiede und eine Tafernwirtschaft.